# زارات خیبری
زارات خیبری (به لاتین: Zarat Xeybəri) یک منطقه مسکونی در جمهوری آذربایجان است که در شهرستان شماخی واقع شده است. زارات خیبری ۲۵۵ نفر جمعیت دارد.